# Musée de l'informatique (La Défense)
Le musée de l'informatique est un ancien musée français situé dans le quartier de la Défense, dans le département des Hauts-de-Seine. Inauguré en  avril 2008, il est fermé depuis le 24 avril 2010 à la suite d'un problème technique relatif aux ascenseurs de l'arche de la Défense. Il s'agissait du premier musée de l'informatique initié par Philippe Nieuwbourg. Le contenu du musée a été accessible dans plusieurs villes de France sous forme de cités numériques.
Installé au sommet de l'arche, c’était le premier musée français entièrement consacré à l'informatique. D’autres musées du même type ont été depuis ouverts, notamment l'ACONIT à Grenoble. Ce musée retraçait la naissance et l’histoire d’internet, de la Guerre froide à aujourd’hui et proposait diverses expositions de manière éducative et interactive de cette épopée industrielle à travers 200 pièces de collection et documents. "Connaître le passé, comprendre le présent, pour imaginer l’avenir" est sa devise. Les collections d’appareils électroniques ayant marqué l’évolution de l'informatique permettaient aux visiteurs d'en apprécier le développement spectaculaire.

## Historique
Le projet du musée a été initié par Philippe Nieuwbourg, un journaliste spécialisé dans le domaine de l’informatique et cocréateur du iMusée de Montréal. Philippe Nieuwbourg a apporté au musée la synthèse d’un travail acharné dans le but de reconstituer l’histoire du patrimoine informatique. Celui-ci met en avant des objets rares et des récits, nécessaires à la création du premier musée permanent et indépendant de l’Informatique.  Le musée a pour ambition de rechercher et de préserver le patrimoine historique de l’informatique, sa devise étant : « Connaître le passé, comprendre le présent, pour imaginer l’avenir ».
Il retraçait la naissance et l’histoire d’internet, de la Guerre Froide à nos jours et donnait lieu à diverses expositions, notamment sous forme de vidéos, de textes illustrés ou encore d’audioguides. Dans ce musée, il y avait la possibilité de tomber sur : des ordinateurs aussi grands que des armoires, qui aujourd'hui entreraient par milliers dans nos clés USB, les tout premiers calculateurs, le fameux Osborne 1, le premier ordinateur transportable, le Macintosh Plus dédicacé par Steve Jobs, et une centaine d'objets et de documents nous montrant les différentes étapes de l’évolution de l’informatique.
Résultats durant son fonctionnement :
|                          | Visiteurs | TVA collectée |
| ------------------------ | --------- | ------------- |
| Visiteurs par an         | 250 000   | 400 000 €     |
| Visiteurs de 2007 à 2010 | 750 000   | 1 200 000 €   |

Le 11 avril 2010, à la suite d'une panne des ascenseurs permettant d'accéder au musée, le ministère décrète la fermeture du toit aux visiteurs. Quatre mois plus tard, le 28 juillet 2010, le ministère décide de fermer définitivement le musée pour cause d'usage des locaux pour ses besoins personnels. Le musée précise qu'il rouvrira sous forme de cités numériques dans plusieurs villes de France.
La fermeture du musée provoque un scandale médiatique, le directeur du musée écrit à son ministre : « Le ministère lorgne plutôt sur ces espaces d'expositions (de parfois 6,5 mètres de hauteur sous plafond) pour organiser les réunions, congrès et cocktails du ministre », dénonçant selon lui, une manœuvre du ministère, ce dernier prétextant l'arrêt des ascenseurs pour justifier l'appropriation des locaux.
En 2017, la collection exposée dans le musée était toujours entreposée dans des locaux du 
ministère de l'écologie, sans jamais avoir été réutilisée. En mai 2017, après un certain nombre de péripéties, la collection est récupérée par deux associations WDA et MO5.com,.

## Collections
Sur une superficie de 800 m2, le musée renferme plus de 200 objets rares, essentiellement issus de collections privées. Plusieurs expositions sont présentées : la première, permanente, retrace l'histoire et projette l'avenir de l'informatique  (de 1900 à 2020). Les autres, dites temporaires, viennent la compléter; elles sont tout d'abord consacrées à l'histoire d'internet et au détournement artistique des machines informatiques.
La plupart des pièces du musée ont été offertes par des donateurs, à charge au musée de les conserver et de les restaurer si nécessaire. C'est ainsi que le Musée de l'informatique a pu acquérir des pièces telles que le Cray XMP, ou encore une collection de Macintosh, cette dernière étant exposée dans le cadre de l'exposition temporaire « Mac, 25 ans déjà ».
Les collections du musée présentent l'évolution vers l'informatique depuis la fin du XIXe siècle,et ce grâce à environ deux cents pièces de diverses époques et de reconstitutions autour d'une scénographie nommée « le fil du temps ». On peut y découvrir la reconstitution d'une salle informatique des années 1960, le « Micral », premier micro-ordinateur au monde inventé par un français, ou encore des consoles de jeux vidéo des années 1980, mais aussi le premier PC portable ainsi que la première souris d'ordinateur. La visite permet également d'observer la vue sur le quartier de La Défense et Paris à partir de la terrasse.
Des expositions temporaires sont régulièrement présentées, comme « Internet de la Guerre froide à nos jours » sur l'histoire d'Internet, « Mac, 25 ans déjà » à l'occasion du 25e anniversaire du Macintosh en 2009, ou encore sur l'histoire de la Société d'électronique et d'automatisme (SEA) qui fut le premier constructeur français d'ordinateurs dans les années 1950.

### Collection permanente:  le fil du temps
Cette exposition que propose le musée est au cœur de l’histoire de l’informatique. Elle nous révèle, grâce à une multitude d'objets, le saut fulgurant qu’a accompli l’informatique de 1890 à nos jours.
Parallèlement, on peut aussi découvrir les origines des jeux vidéo avec les consoles d’arcade 34.

### Pièces exposées
Le musée expose autour de deux cents pièces informatiques et électroniques tels que des microprocesseurs, des ordinateurs, des minitels mais aussi des machines à écrire électroniques et des lecteurs de bandes perforées. On y découvre aussi le premier micro-ordinateur, les premières calculatrices, le premier PC portable, la première souris et bien d'autres objets qui ont révolutionné l'Informatique,.

#### Les microprocesseurs: le "cerveau" des machines
Le musée possède une collection de microprocesseurs, datant de 1971 (année de création du tout premier microprocesseur). Il présente entre autres ceux qui ont participé à des évolutions majeures dans le domaine informatique. Sans eux, rien de ce que nous connaissons ne serait possible car ils sont le "cerveau" des machines qui nous entourent. Ils traitent et calculent toutes les informations de n'importe quelle machine; ils peuvent être très simples, comme ceux que l'on trouve dans les systèmes n'ayant pas besoin d'effectuer beaucoup de calculs (les machines du type distributeur), ou plus sophistiqués, le principal exemple étant celui des microprocesseurs se trouvant dans nos ordinateurs et effectuant des calculs complexes (même si les plus puissants restent utilisés dans les domaines professionnels de l'animation ou de la modélisation assistée par ordinateur (CAO)). Ils effectuent donc des opérations logiques les unes après les autres de manière séquentielle. Au début, ils ne pouvaient effectuer que peu de calculs à la seconde et ne possédaient qu'un seul cœur, alors que maintenant, les microprocesseurs possèdent jusqu'à quatre cœurs qui leur permettent d'effectuer plusieurs calculs en même temps et de façon beaucoup plus rapide qu'avant.

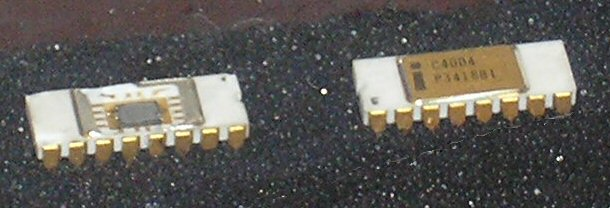
Créé en 1971, le microprocesseur Intel 4004 est le premier microprocesseur au monde.
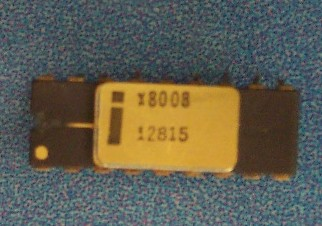
L’Intel 8008 était l'un des premiers microprocesseurs conçus et construits par Intel et présenté en avril 1972.
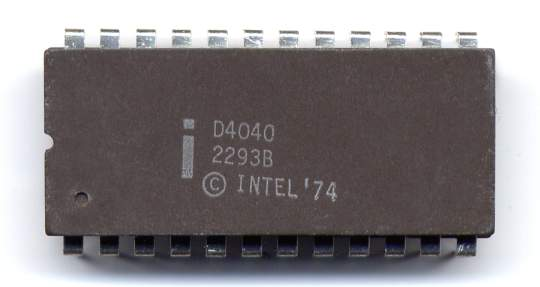
L’Intel 4040 est le successeur de l'Intel 4004. Il fut fabriqué dans les années 1970.
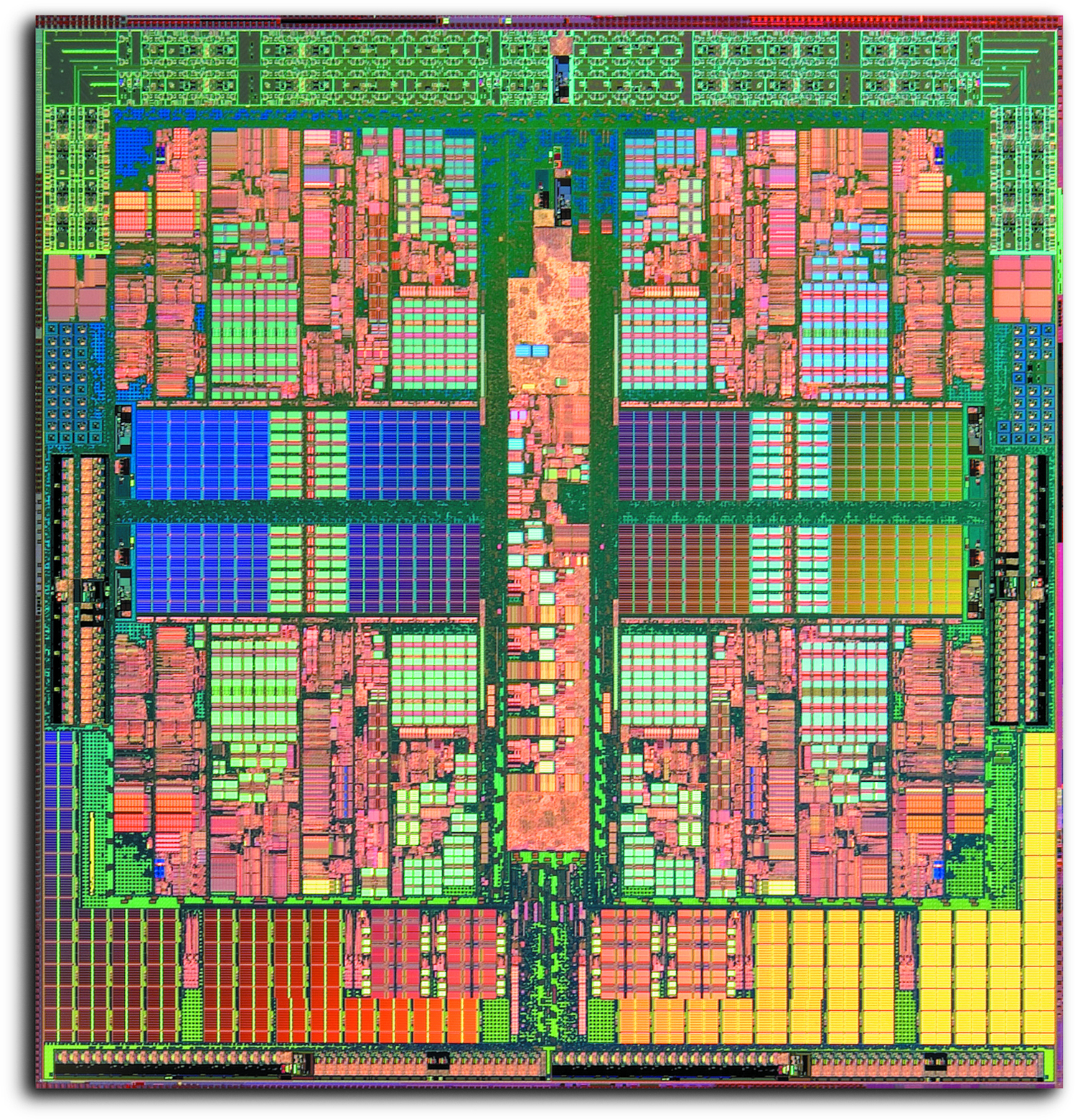
Un processeur quad-core AMD Opteron dernière génération, qui est utilisé dans de nombreuses stations de travail et serveurs informatiques.

#### L'ère du Minitel
Le Minitel est une technologie de communication télématique développée par la DGT (Ministère des Postes et Télécommunications) et utilisée en France, essentiellement dans les années 1980 et 1990. Il s'agissait d'un terminal informatique compatible avec la norme Vidéotex (affichage de 25 lignes de 40 colonnes, et en 80 colonnes sur certains modèles) équipé d'un clavier, d'un écran de visualisation et d'un modem incorporé (75 bit/s en émission, 1 200 bit/s en réception). Il a été fabriqué par trois constructeurs : Matra, Radiotechnique (Philips) et Télic-Alcatel. Ancêtre des terminaux Internet qui ne s'est pas imposé au niveau mondial. La France était le premier pays au monde à disposer d'un réseau grand public.

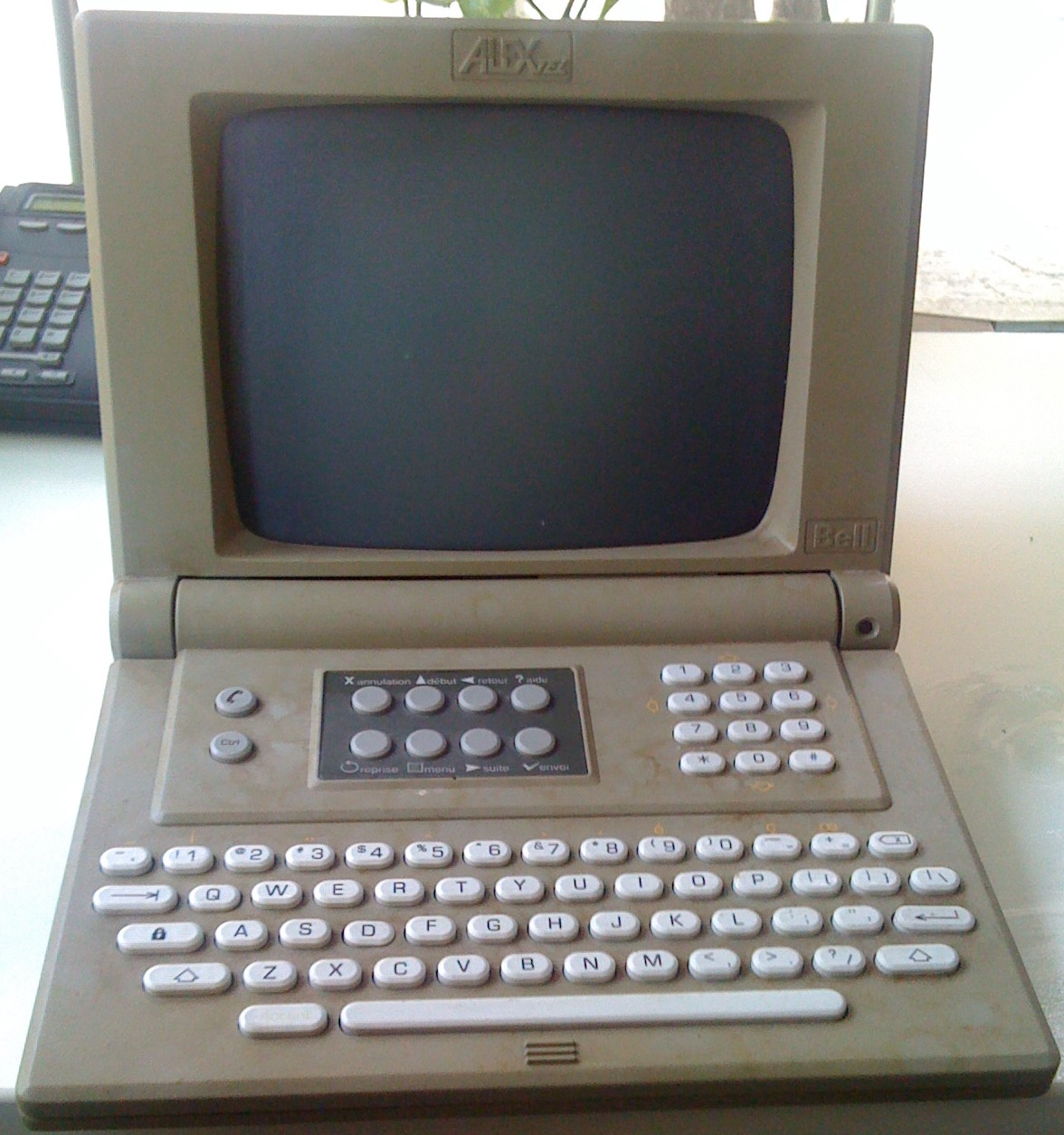
Alextel : fabriqué par Bell en 1988, c'est la version québécoise du Minitel mais contrairement à l'expérience française du Minitel, il n'a pas connu le même succès[19].
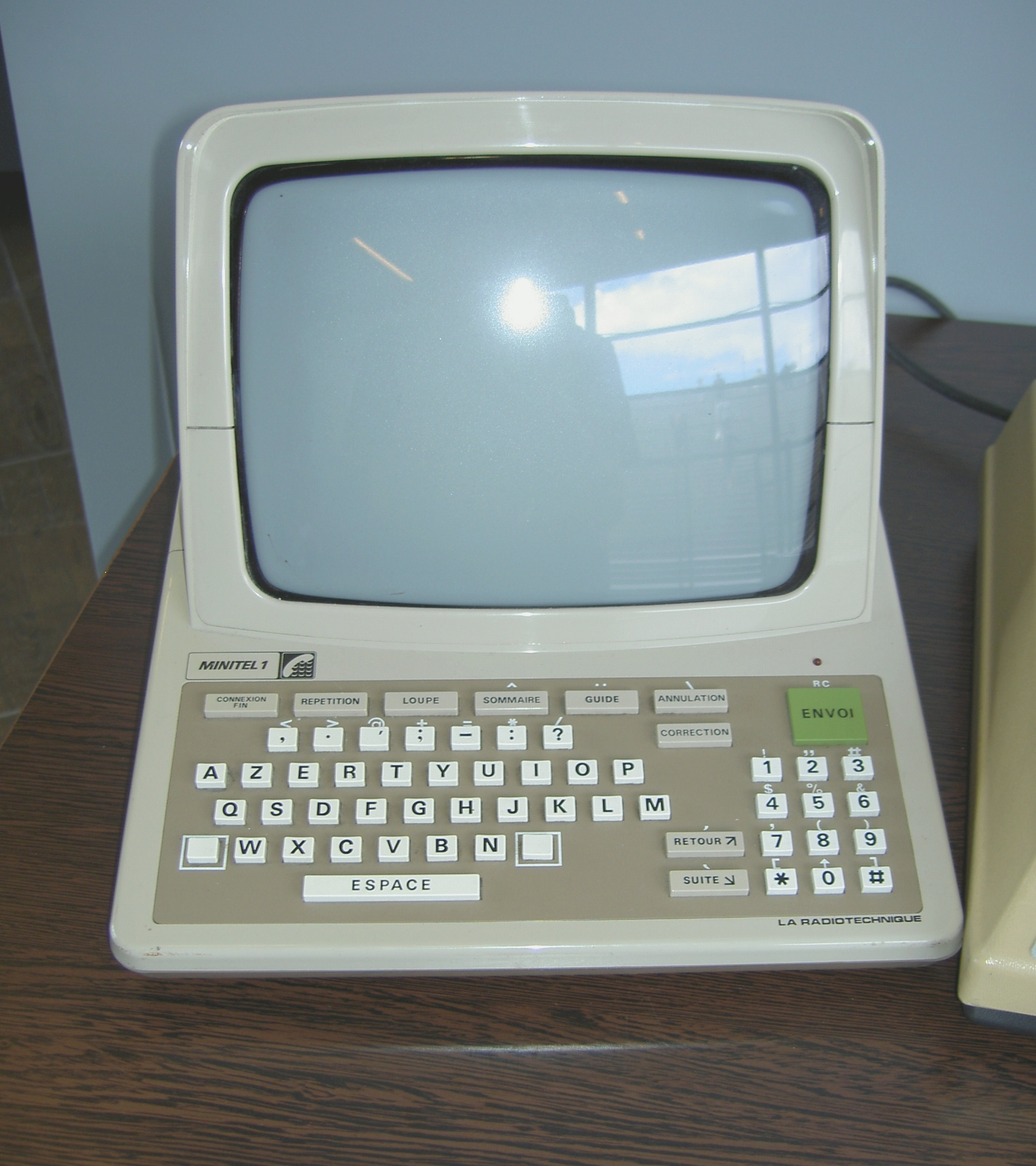
Minitel 1 : c'est l'un des premiers modèles de Minitel. Le modem permettait de bâtir des serveurs Minitel en connectant le serveur au Minitel puis à la ligne téléphonique[20].

#### Les ordinateurs personnels
Le PC est l’acronyme de Personal Computer, ce qui signifie "ordinateur personnel" en français. Il s'agit du nom des premiers ordinateurs développés par International Business Machines (IBM),une société multinationale américaine présente dans les domaines du matériel informatique, du logiciel et des services informatiques, en 1981 à destination du public, désigne aujourd'hui les ordinateurs ayant la même architecture.

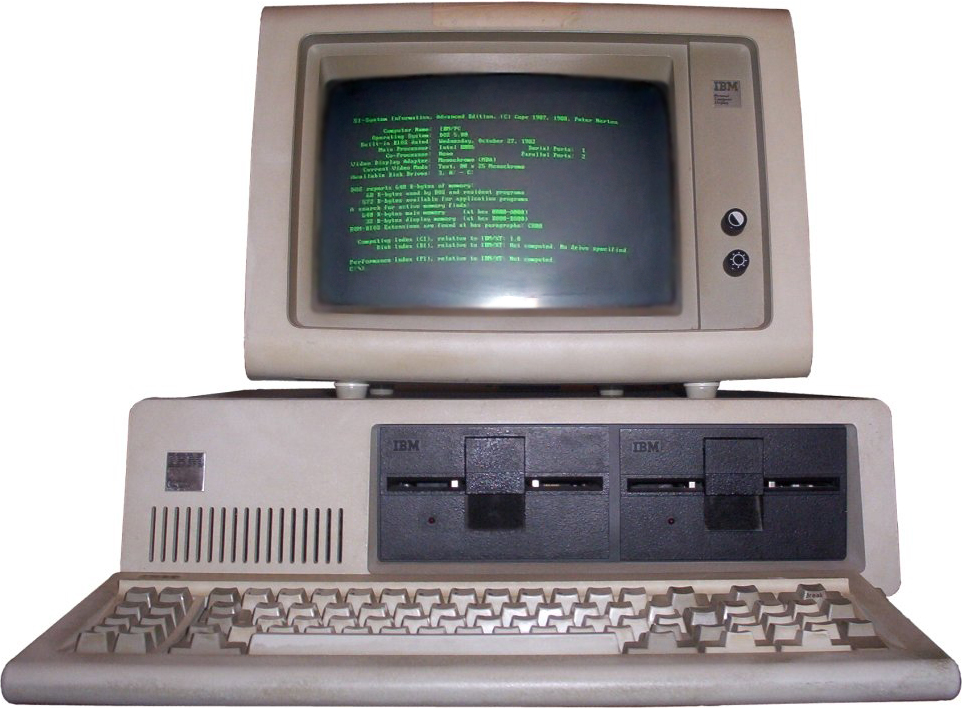
L'IBM PC 5150 est le premier ordinateur personnel

IBM PC 5150 : L'IBM 5150 est le premier « Personal Computer » conçu et fabriqué par IBM. Il est équipé d'un microprocesseur Intel 8088 et doté du système d'exploitation PC -DOS. Il fait donc partie des débuts de l'histoire de Microsoft. Initialement doté de seulement 16 Ko de mémoire vive, il sera rapidement disponible avec 48 puis 64 Ko. Il apparaît en 1983 dans les boutiques en France. Ses caractéristiques sont modestes (4,77 MHz, 16 à 256 Ko de mémoire vive, 1 ou 2 lecteurs de disquettes 5"¼…) il symbolise l’entrée de l’ordinateur personnel dans les entreprises. Livré avec PC-DOS, l’IBM PC 5150 signe aussi les débuts de l’histoire de Microsoft. Il a été principalement commercialisé de 1981 à 1987.

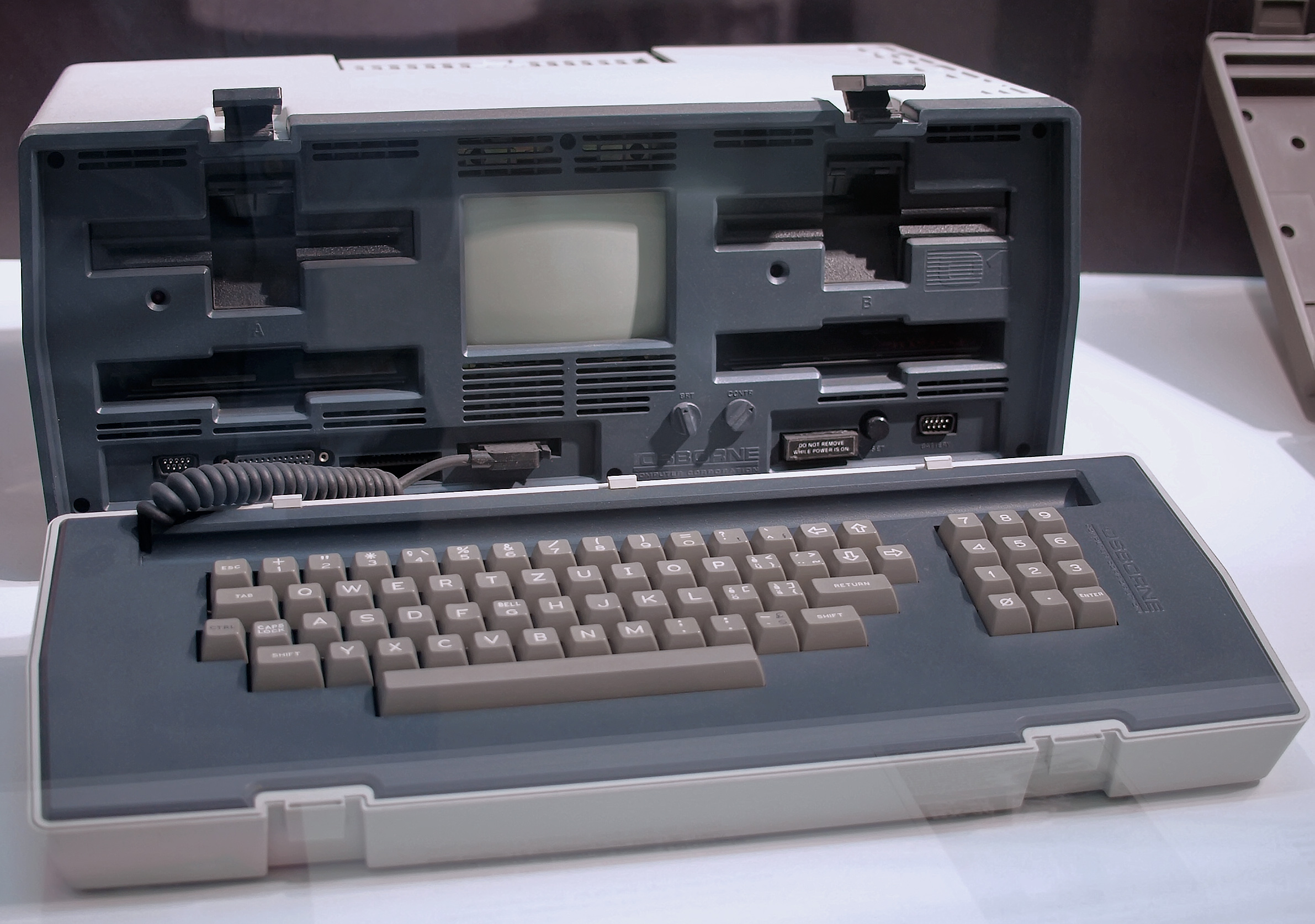
Osborne 1 considéré comme le premier ordinateur portable.

Osborne 1 : Lancé en avril 1981 par Osborne Computer Corporation, pesant 10,7 kg, l’Osborne 1 est considéré comme le premier vrai ordinateur portable, il était vendu 1 795 dollars avec plusieurs logiciels. Il était doté de deux lecteurs de disquettes simple densité 5 pouces 1/4, d'un port parallèle IEEE-488 et d'un port RS 232, pour y connecter en série imprimantes ou modems. L'Osborne 1 avait comme logiciels : système d'exploitation CP/M 2.2, tableur SuperCalc, traitement de texte WordStar, langage de programmation MBASIC de Microsoft et CBASIC de Digital.Il s'agissait d'une petite révolution.

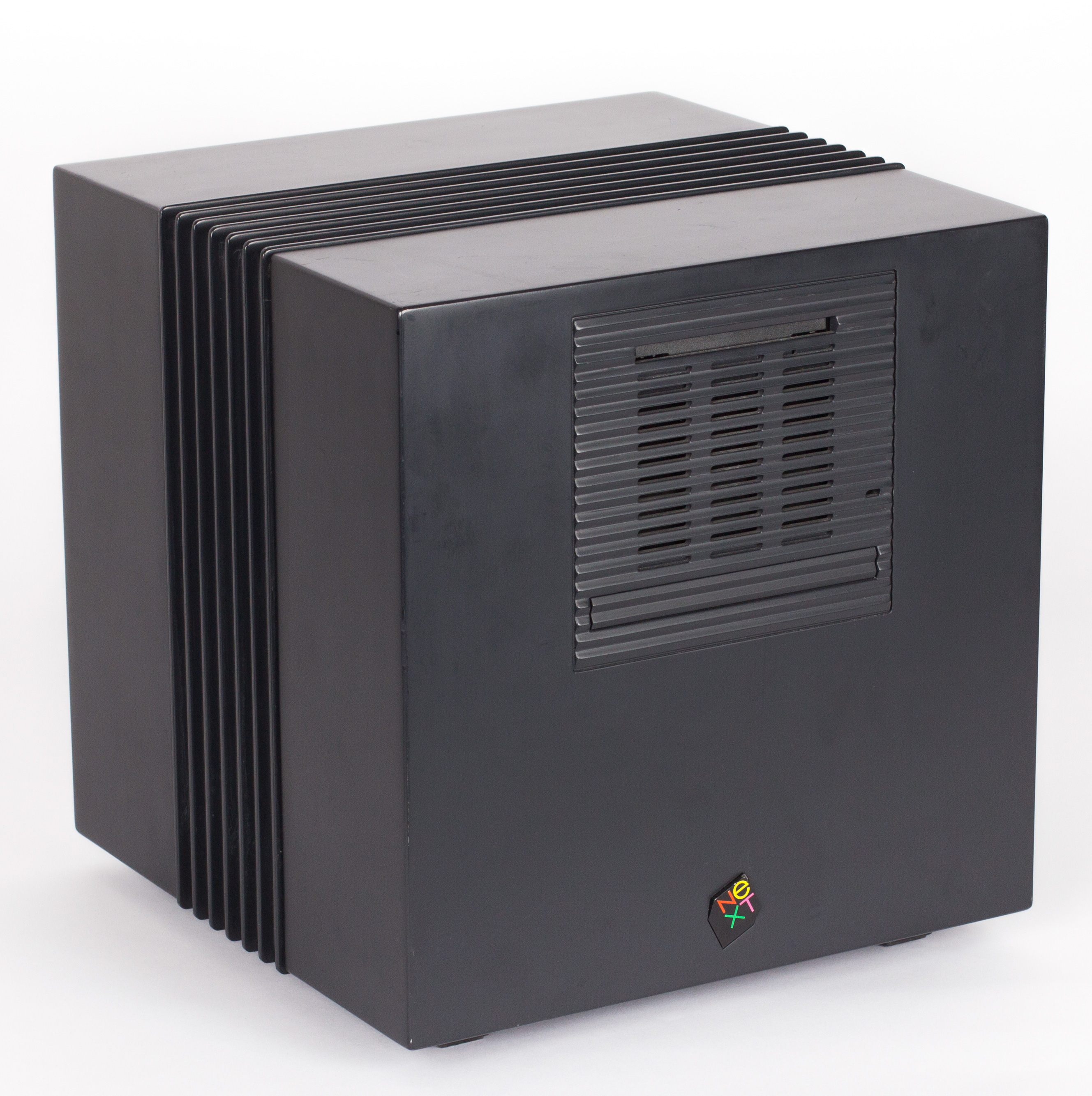
Le NeXT Cube était une station de travail haut de gamme.

Le NeXT Cube a vu le jour en 1989. Créé par la société Next Computer, dirigée par Steve Jobs à la suite de son départ d'Apple, cet ordinateur fut élu plus bel ordinateur du monde à sa sortie. Steve Jobs rejoindra par la suite Apple en vendant à cette dernière sa société Next Computer. Remarqué et fort apprécié pour son environnement fenêtré très soigné, il fut par ailleurs utilisé en tant que premier serveur web. L'ordinateur NeXTcube ("cube") est un ordinateur possédant un 68030 au début, puis un 68040. À l'origine, c'est un modèle noir et blanc, mais la carte graphique NeXTdimension (ND) permet de connecter un moniteur couleur. La carte NeXTdimension comporte une entrée et une sortie vidéo (S-Vidéo) et est équipée d'un processeur RISC qui fait tourner la partie basse de Display PostScript.

## Expositions
Le musée se décompose en sept expositions répondant à des thématiques précises. On y découvre notamment la naissance d'Internet ainsi que des personnages clés ayant participé à l'élaboration de l'informatique actuel.

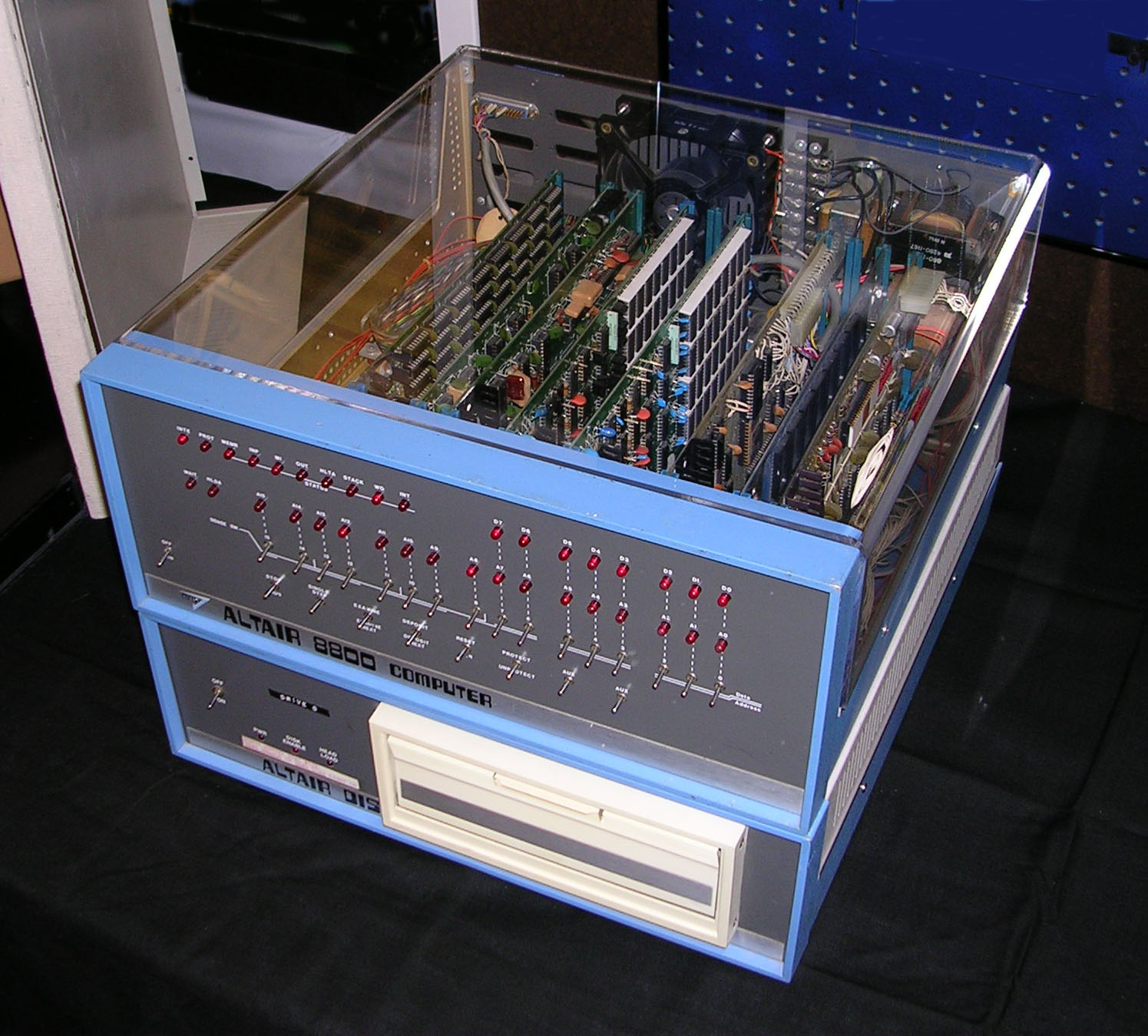
Altair 8800 Le premier ordinateur personnel

L'exposition met en avant la création du premier ordinateur personnel (destiné à être vendu à des particuliers en 1972), il s'agit de l'Altair 8800. À ce moment-là, le monde de l'informatique prend un réel tournant : les premiers ordinateurs commencent à être conçus et distribués aux citoyens même si au début de son apparition, ce ne sont "que" les passionnés d'informatique et les développeurs qui en achètent car l'ergonomie et la simplicité d'utilisation que nous connaissons maintenant n'était pas présente à l'époque. Il fallait avoir de grandes connaissances pour utiliser un ordinateur car il n'affichait que des lignes de code complexe et ne disposait d'aucun périphérique. C'est la société Apple qui sortira le premier ordinateur dit convivial s'ouvrant a une clientèle bien plus large. Les ventes d'ordinateur ont à partir de ce moment-là décollé, propulsant au sommet certaines sociétés comme Microsoft et Apple, faisant de leurs fondateurs des hommes multi-millionnaires du jour au lendemain. Cette forte demande a amené à développer un réseau reliant l'ensemble des connexions du monde via un ordinateur (un Ethernet général). C'est en plein milieu des années 1990 que le premier Web et le premier navigateur s'ouvrent au grand public (1992).
Le Musée de l'informatique a lancé divers appels à témoins dans le but d'enrichir ses expositions et de partager des informations plus fiables, par exemple dans le cadre de l'exposition temporaire retraçant l'histoire de la SEA , ou encore pour son exposition sur le SICOB (Salon des industries et du commerce de bureau).

### Internet de la guerre froide à nos jours
L'exposition phare du musée de l'informatique présente l’évolution d'internet de la guerre froide à nos jours; en effet les machines informatiques étaient représentées en se succédant sur une ligne temporelle nommée "le fil du temps" : on y comprend en s'y rendant le besoin mondial de créer un réseau qui aurai comme concept de communiquer avec des personnes éloignées (1958), c'est après de multiples recherches et découvertes qu'en 1969, la première interface est créée, permettant une communication primitive entre 4 universités Américaines. L'exposition retrace aussi les grandes lignes de l'apparition du premier réseau Ethernet au cours de l'année 1970;  toutes les machines d'un réseau Ethernet sont connectées à une même ligne de communication et permettent ainsi la transmission de données via un câble.C'est en 1971 que le premier mail a été envoyé en Angleterre, ce fut une découverte technologique très importante, instaurant une nouvelle façon de communiquer avec des personnes sans frontières, sans délai et sans papier.
Le visiteur pouvait suivre la création du réseau internet en quinze étapes et de manière chronologique :
- 1957 : L’étincelle
- 1958 : Besoin d’un réseau
- 1967 : Résoudre les incompatibilités
- 1968 : La commutation de paquets
- 1969 : Première interface
- 1969 : Création du réseau ARPANET
- 1970 : Création de l’Ethernet
- 1971 : Le courrier électronique
- 1974 : Cyclades
- 1975 : L’ordinateur chez soi
- 1978 : Le réseau des réseaux
- 1990 : Le Web et le navigateur
- 1992 : Commercialisation d’internet
- 2008 : À qui appartient Internet
- 2010 : Quelques chiffres[5]

### LeMac, une révolution qui a déjà 25 ans
À l'occasion des 25 ans du mac, le musée organise une exposition baptisée "Le Mac, 25 ans déjà !" en collaboration avec le magazine SVM Mac. Afin de permettre de mieux comprendre le succès d’Apple, toute la gamme des macs a été présentée: lisa, Macintosh, iMac, PowerBook,etc ainsi que des affiches et des publicités d’époque.

### SEA, premier constructeur français d'ordinateurs
La Société d’Électronique et d'Automatisme (SEA) conçoit et fabrique en 1950 un calculateur numérique programmable appelé le Fizeaugraphe ; afin d'étudier des trajectoires de missile. 
Il est exposé en 1952, il y a 60 ans au Salon du Bourget à Paris.
Cette «première calculatrice française» est par la suite installée au CEES (centre d'essais d'engins spéciaux) qui fut créé le 24 avril 1947 à Colomb-Béchar en Algérie française.

## Donateurs
Les collections du musée de l'informatique n'auraient jamais été en mesure de transmettre l'histoire de l'informatique sans le soutien actif de ceux qui ont conservé ou retrouvé ces objets exceptionnels.
Quelques donateurs importants :
- ARNOULD Robert : Cray X-MP
- BERG George : Collection de Macintosh
- COLONNA Jean-François : Télémécanique T1600
- DUGUE HENRI : PDP 8/E / PDP 11 et documentations
- GAZALE Valérie : Archives de Midhat J. Gazalé
- HERMIEU (famille) : Collection historique du Sicob
- LIGONNIERE Eric : Collection de livres
- LOISEL Jean-Marie : PDP 8/E, console et imprimante
- NETZER Michel : Collection Apple (machines, documents, publicités)
- ROBERT Généviève : Ensemble de machines mécanographiques
- VARTANIAN Edouard : Collection de calculatrices électroniques, mécaniques et électromécaniques